# 디제이맥스 모바일 (2005년)
디제이맥스 모바일은 2005년 6월 15일에 지팡을 플랫폼으로 하여 출시된 모바일 게임이다. Freezm사에서 제작하였고, CJ 인터넷에서 배급하였다. 현재는 더 이상 서비스되지 않고 있다. 싱글 모드와 논스톱 모드를 지원하였으며, 다른 사용자들과 온라인으로 대결을 펼칠 수 있는 랭킹 배틀이 있었다.